# Пешек, Иржи
Иржи Пешек (чеш. Jiří Pešek; 4 июня 1927[…], Прага — 20 мая 2011, Чехия) — чехословацкий футболист, игравший на позиции нападающего, в частности, за клубы «Богемия» (Прага) и «Динамо» (Прага), а также национальную сборную Чехословакии. По завершении игровой карьеры — тренер.
Двукратный чемпион Чехословакии.

## Клубная карьера
Во взрослом футболе дебютировал в 1939 году выступлениями за команду «Богемианс 1905», цвета которой защищал до 1948 года. Во время оккупации Чехии команда функционировала под названием «Богемия» (Прага).
С 1948 года три сезона защищал цвета команды «Железные чаржи» (Прага).
С 1952 по 1955 год играл в составе команды «Спарта ЧКД» (Прага), которая впоследствии стала наименоваться «Спартак Прага Соколово». В 1954 году завоевал титул чемпиона Чехословакии.
С 1956 года три сезона защищал цвета команды «Динамо» (Прага).
Завершил профессиональную игровую карьеру в клубе «Моторлет Прага», за который выступал в течение 1959—1965 годов.

## Выступления за сборную
В 1947 году дебютировал в официальных матчах в составе национальной сборной Чехословакии. В течение карьеры в национальной команде провёл в её форме 11 матчей, забив 1 гол.
В составе сборной был участником чемпионата мира 1954 года в Швейцарии, где сыграл в одном матче против сборной Уругвая (0:2).

## Карьера тренера
Начал тренерскую карьеру, возглавив тренерский штаб клуба «Виктория» (Жижков).
В 1978 году стал главным тренером олимпийской сборной Финляндии, которую тренировал в течение следующего года.
В течение 1982—1983 годов возглавлял тренерский штаб национальной сборной Йемена.
В течение тренерской карьеры также возглавлял клубы «Пршибрам», американский клуб «Спарта Чикаго», греческий «Пансерраикос» и исландский «Валюр».
Последним местом тренерской работы Пешека была национальная сборная Индии, главным тренером которой он был с 1993 по 1994 год.
Умер 20 мая 2011 года на 84-м году жизни.

## Титулы и достижения

### Командные
«Спарта ЧКД» (Прага)
- Чемпион Чехословакии: 1952

«Спартак Прага Соколово»
- Чемпион Чехословакии: 1954

### Индивидуальные
- Лучший бомбардир чемпионата Чехословакии (1) : 1954 (15)